# Пиетроаса (Арђеш)
Пиетроаса (рум. Pietroasa) насеље је у Румунији у округу Арђеш у општини Ваља Маре-Правац. Oпштина се налази на надморској висини од 696 m.

## Становништво
Према подацима из 2002. године у насељу је живело 304 становника, од којих су сви румунске националности.